# Kantonspirea
Kantonspirea (Spiraea cantonensis) är en art i familjen rosväxter från östcentrala Kina. Arten odlas ibland som trädgårdsväxt i Sverige.
Kantonspirea är en lövfällande buske som blir upp till 150 cm. Grenarna är bågböjda, mörkt rödbruna som unga, senare gråbruna, trinda, kala eller ludna. Bladen är blågrå på undersidan, mörkt gröna på ovansidan, rombiskt lansettlika till rombsikt avlånga 2–8 cm långa och 0,7–2 cm breda, kala eller med luden undersida, parnerviga, killik bas, bladkanter tandade från mitten och till spetsen. Blommorna sitter i många i flockar och blir 5-7 mm i diameter. Kronbladen är vita, äggrunda till nästan runda. Ståndarna är kortare eller nästan lika långa som kronbladen. De trekantiga foderbladen är upprätta på frukten. Blommar i maj-juni.

## Varieteter
Tre varieteter kan urskiljas:
- var. cantoniensis - grenar och blad är kala. Blomställningar och blombotten är kala.
- var. jiangxiensis - grenar och bladundersidor är håriga. Bladen är smalare än hos de andra varieteterna.
- var. pilosa - grenar och blad är kala. Blomställningar och blombotten är håriga.

## Sorter
- 'Flore Pleno' (syn. f. plena, 'Lanceata' ) - är fylldblommig.

## Auktorer och synonymer
var. cantoniensis, autonym
- Spiraea reevesiana Lindl.

var. jiangxiensis (Z.X. Yu) L.T. Lu
- Spiraea jiangxiensis Z.X. Yu

var. pilosa T.T. Yu